# Georg Ludwig Kaemmerer
Georg Ludwig Kaemmerer (* 4. März 1819 in Gießen; † 26. Oktober 1876 in Hamburg) war ein deutscher Bäckermeister und Abgeordneter.

## Leben
Kaemmerer war von 1868 bis 1873 Steuerschätzungsbürger, von 1871 bis 1873 wirkte er als außerordentliches Zivilmitglied der Kreis-Ersatzkommission. Er war von 1859 bis 1865 Mitglied der Hamburgischen Bürgerschaft. 